# Андре Клюитанс
Андрè Клюитàнс (на френски: André Cluytens), роден Августен Зулма Алфонс Клюитанс, е френски диригент от белгийски произход. Значителна фигура във френския музикален живот през 50-те и 60-те години на XX век, той е особено известен със своите интерпретации на френската симфонична музика (Берлиоз, Франк, Равел), руския репертоар (Бородин, Римски-Корсаков, Мусоргски, Шостакович) и германския (Бетовен, Вагнер).
Репертоарът му обхваща виенска класика, минава през френски композитори и включва произведения от XX век. Голяма част от кариерата му преминава във Франция, но той е и първият френски диригент в Байройт през 1955 г., а в Ла Скала дирижира „Пръстенът на нибелунга“ и „Парсифал“.

## Живот и кариера

### Белгия
Клюитанс е роден на 26 март 1905 г. в Антверпен в музикално семейство: дядо му, баща му и чичовци по бащина линия са били професионални музиканти. Майка му е сопрано в операта, а след смъртта ѝ през 1906 г. баща му се жени за друга певица. Постъпва в Кралската консерватория на Антверпен на 9 години, завършва на 16 с първи награди по хармония и контрапункт и пиано. Баща му Алфонс, диригент на Théâtre Royal Français Opera House, ангажира сина си като хормайстор и корепетитор. Андре Клюитанс дебютира като диригент на 14 декември 1926 г. с „Ловци на бисери“. През януари 1927 г. се жени за Жермен Жилсoн, солистка в трупата на Френския кралски театър (Théâtre royal français); имат един син, Мишел (1943 – 1969). Повишен в диригент на оперната къща за сезон 1927/1928 г., през следващите пет години Клюитанс изгражда широк оперен (и балетен) репертоар в Антверпен: „Мирей“, „Мадам Бътерфлай“, „Травиата“, „Дъщерята на полка“, „Манон“, „Лучия ди Ламермур“, „Хугеноти“, „Шванда Гайдарката, „Саломе“, „Анжелика“ и др.

### Франция
През 1932 г. той става главен диригент в Théâtre du Capitole в Тулуза, допълвайки репертоара, включвайки опери като „Борис Годунов“, „Лоенгрин“, „Ернани“, „ Танхойзер“, „Отело“, „Валкюра“ и „Сватбата на Фигаро“, както и няколко оперети. През 1935 г.  се премества в Националната опера на Лион като главен диригент, добавяйки и Вагнер към своя репертоар („Рейнско злато“ и „Зигфрид“) и става музикален директор там през 1942 г.
Клюитанс е доброволец за служба във френската армия през септември 1939 г. и след медицински преглед е назначен като френски боец, въпреки че никога не е виждал акция; той става френски гражданин на 14 май 1940 г. След освобождаването на Франция оплаквания от Бордо относно предполагаемото му сътрудничество с нацистките власти в този град довеждат до осъждането му като част от чистката; след обжалване на 24 май 1946 г. присъдата му е отменена.
През 1947 г. е назначен за музикален директор в Opéra-Comique, където дирижира 40 произведения между 1947 и 1953 г., включително премиери на La carosse du Saint Sacrement, Marion и Le Oui des jeunes filles. Неговата добре оценена работа в Opéra-Comique включва успешно подновяване на „Хофманови приказки“ в нова продукция през април 1948 г.; Франсис Пуленк е възхитен от записа с Opéra-Comique на неговата опера „Гърдите на Тиресиас“ (Les mamelles de Tirésias). Също така забележително е възраждането след 180 години на Blaise le savetier (който е включен в репертоара на Salle Favart като повдигащ завесата за „Бохеми“, „Вертер“ и „Травиата“ и френската премиера на The Rake's Progress през юни 1953 г. Възраждането на „Манон“ от Клюитанс е високо оценено – и представително за това, което парижките критици виждат като успешен мандат в Opéra-Comique. Ръководи и много вечери на Равел. Клюитанс напуска Opéra-Comique през декември 1953 г. и дирижира последното си представление там (Manon) на 30 септември 1954 г. Той става кавалер на Ордена на Почетния легион през 1953 г.
След като дебютира с оркестъра на Парижката консерватория на 20 декември 1942 г., той наследява Чарлз Мунк през 1949 г. като главен диригент, пост, който заема до 1960 г. Договорът му изисква да дирижира половината от концертите на оркестъра всеки сезон; той ги води и на задгранични турнета. Дирижира оркестъра в симфоничен цикъл на на Бетовен и след това на турнето му в Япония през 1964 г. Дирижира Симфоничния оркестър на Сидни, Южноавстралийския симфоничен оркестър, Западноавстралийския симфоничен оркестър, Викторианския симфоничен оркестър и Симфоничния оркестър на Куинсланд през юли същата година.

### Международна кариера
Той ръководи прочуто изпълнение на операта „Танхойзер“ на Вагнер на фестивала в Байройт на 23 юли 1955 г., като е първият диригент от френска националност, който дирижира в Байройт (и едва третият негерманец, който дирижира там, след Тосканини и Де Сабата). В Байройт до 1965 г. дирижира Die Meistersinger von Nürnberg (1956, 1957, 1958), Parsifal (1957, 1965) и „Лоенгрин“ (1958), завръщайки се за „Танхойзер“ през 1965 г. Според Волфганг Вагнер, Клюитанс е бил „всеобщо харесван заради любезното си, непредубедено отношение“; Ханс Кнапертсбуш е възхитен, когато Клюитанс помолва по-възрастният диригент да го въведе в „Парсифал“.
Той представя Régine Crespin на Wieland Wagner, което довежда до нейните ангажименти в Байройт от 1958 г. След като дирижира цикъла „Пръстенът на нибелунга в Лион през 1959 г., Клюитанс дирижира три цикъла в миланската Ла Скала през 1963 г. (с Биргит Нилсон и Ханс Хотер).
Клюитанс прави своя дебют с Виенския филхармоничен оркестър през 1948 г., а по-късно прави турне в Обединеното кралство, САЩ и Канада с оркестъра през 1956 г. Той също така работи с Берлинската филхармония като гост-диригент, като прави първия запис на всички симфонии на Бетовен с този оркестър. Клюитанс е добре запознат с немския репертоар, известен е и с авторитетни интерпретации на Равел и други съвременни френски композитори.
От 1964 г. той поддържа близки отношения с немското сопрано Аня Силя, с която се запознава в Байройт и за първи път дирижира „Саломе“ в Парижката опера. Смъртта му на 62-годишна възраст съвпада с издигането на репутацията му не само като диригент на френска класика, но и като интерпретатор на стандартния немско/австрийски репертоар.
Клюитанс умира на 3 юни 1967 г. в Ньой сюр Сен, Франция.

## Записи
Плодовит звукозаписен артист, Клюитанс подписва договор с френския клон на EMI Pathé-Marconi през 1946 г. Той записва обширна поредица от пълни френски опери със силите на Opéra-Comique и Opéra National de Paris. Той също така записва широк спектър от оркестрови произведения от френските майстори, две обхождания на оркестрови произведения на Равел и пълен цикъл от деветте симфонии на Бетовен с Берлинската филхармония през 1957 – 1960 г. Много от записите му и някои изпълнения на живо оттогава са преиздадени на компактдиск, докато филмът, в който той дирижира Равел и Чайковски (с Емил Гилелс ), е представен на DVD. Може да бъде видян по време на увертюрата на филма Le Barbier de Séville.